# Ma l'amore... sì!
Ma l'amore…sì! è un film italiano del 2006 diretto e sceneggiato da Marco Costa e Tonino Zangardi. Il film è stato distribuito nelle sale italiane il 17 novembre 2006.

## Trama
A nonno Alcide viene organizzata una festa a sorpresa dai suoi numerosi parenti. Lui però muore d'infarto. Il caro estinto risulta esser stato un risparmiatore incallito e lascia una cifra sorprendente ai due figli, Alfredo e Nunzio, che all’improvviso si ritrovano a dover gestire una grande somma di denaro. Su consiglio di Nunzio, il fratello più giovane, Alfredo decide di traslocare a Roma per aprire un ristorante di cucina tipica calabrese, Il Piparedduzzo.

## Accoglienza

### Incassi
Il film ha incassato circa 500.000 euro.

### Critica
FilmTv.it ha dato al film 1 stella e mezza su 5.

## Home video
Il film ha avuto una distribuzione in DVD a partire dal 10 aprile 2007.